# Airopsis tenella
Airopsis tenella é uma espécie de planta com flor pertencente à família Poaceae. 
A autoridade científica da espécie é (Cav.) Coss. & Durieu, tendo sido publicada em Exploration Scientifique de l'Algérie 2: 97. 1867.

## Portugal
Trata-se de uma espécie presente no território português, nomeadamente em Portugal Continental.
Em termos de naturalidade é nativa da região atrás indicada.

## Protecção
Não se encontra protegida por legislação portuguesa ou da Comunidade Europeia.